# Cavídeo
Cavídeo é uma locadora de vídeos e distribuidora de filmes criada em 2005 por Cavi Borges. Posteriormente, a Cavídeo passou a organizar mostras de filmes, lançar livros e atuar como produtora de filmes. Até julho de 2020, a Cavídeo tinha um acervo de 25 mil títulos. Em fevereiro de 2021, passou a ter uma biblioteca de cinema no espaço Marialva Monteiro, nas Casas Casadas, local cedido pela RioFilme. No seu aniversário de 24 anos, a Cavideo lançou uma mostra de filmes em seu canal no Vimeo.